# Tour de Corsavy
La tour de Corsavy est une tour de garde médiévale de la commune de Corsavy, dans la région naturelle du Vallespir, en Catalogne du Nord, dans le département des Pyrénées-Orientales.

## Localisation
Elle est située à l'ouest du village, élevée sur une crête.
Sa localisation à l'écart du village peut être expliquée par des objectifs de garde : du château, situé au centre de Corsavy, était visible la tour de Batère qui permettait de communiquer avec le Roussillon. Mais la tour est placée, selon Any de Pous, « juste au point où l'on commence à voir Cabrenç ». Les tours de Cabrenç sont situées tout en amont du Vallespir. Elle permet également de voir l'actuelle Amélie-les-Bains et le puig de Sant Cristau.
C'est une construction romane du XIIIe siècle, à propos de laquelle il n'y a pas de traces écrites.

## Histoire
Elle fut probablement dressée afin de renforcer les défenses du château de Corsavy. C'est une tour cylindrique avec un tracé très svelte, même si seulement s'en conservent dix mètres de hauteur, elle est divisée en deux étages. 

## Architecture

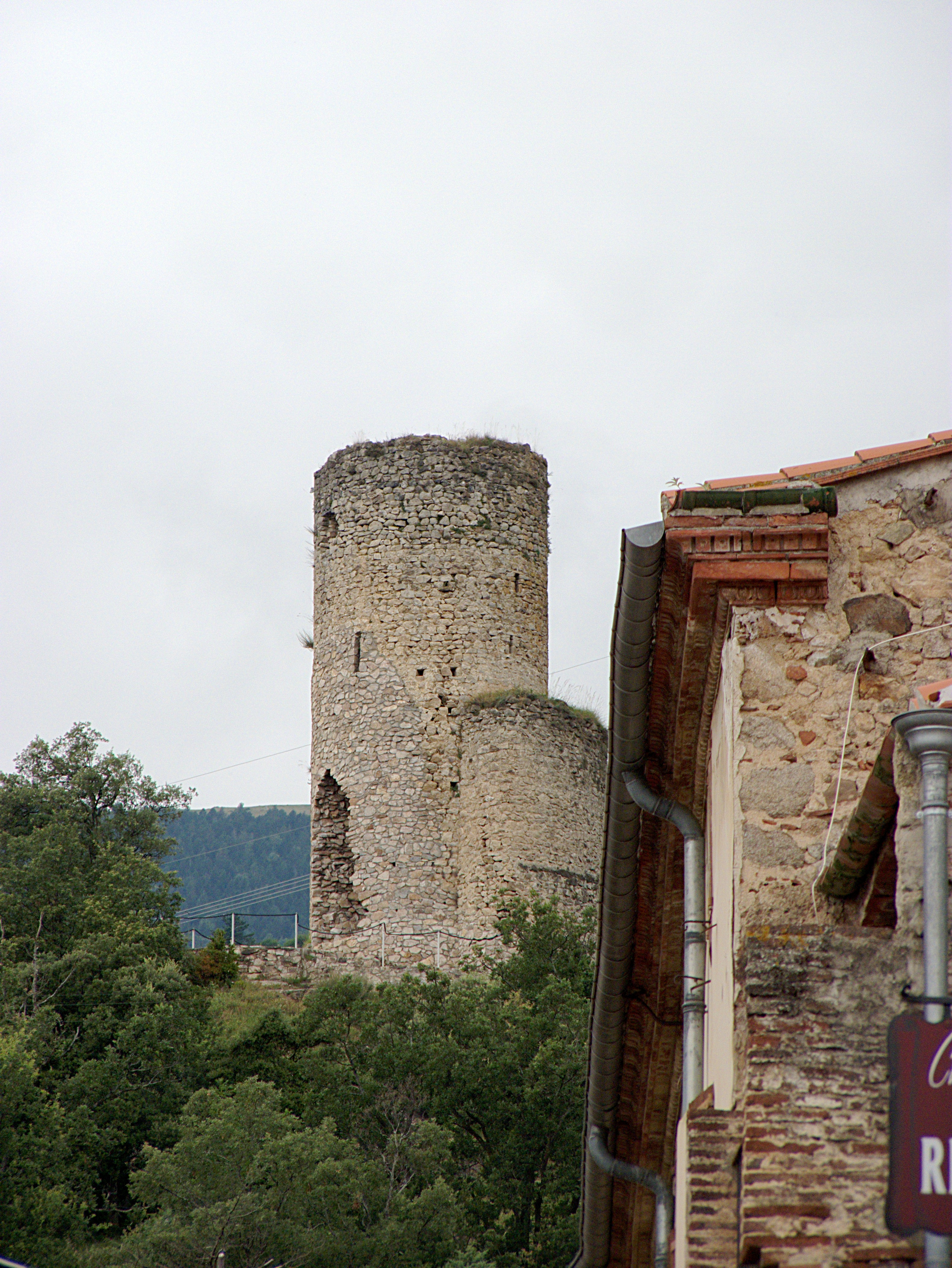
La tour, depuis le village

L'espace intérieur fait 2,5 m de diamètre, et l'épaisseur des murs est de 2 mètres. L'étage inférieur est revêtu d'un contrefort d'un mètre et demi de plus de l'épaisseur qui fourre la tour par tous les côtés, sauf le sud, où il y avait la porte d'entrée.
Une grande faille éventre la tour précisément par ce côté, de telle sorte qu'il n'y a plus la porte.
Cette faille, afin de préserver le reste de la tour, a été bouchée en 1995 avec le même type de pierre, sauf un point à la base, qui sert de porte.
L'intérieur présente deux pièces couvertes avec des dômes semi-sphériques, de 5 mètres de hauteur chacune.